# Laura Collett
Laura Collett, née le 31 août 1989, est une cavalière britannique de concours complet. Elle est sacrée championne olympique en concours complet par équipes aux Jeux de 2020 et à ceux de 2024.

## Carrière
En 2013, alors qu'elle participe à une épreuve de cross-country à Tweseldown dans le Hampshire, elle chute de son cheval Tis A Beauty qui lui tombe ensuite dessus. Victime d'un poumon perforé, d'une lacération du foie, d'une épaule fracturée et de deux côtes cassées, elle fait cinq arrêts cardiaques avant d'être plongée dans un coma artificiel pendant six jours. Des morceaux de son épaule fracturée endommagent également son nerf optique droit après avoir voyagé dans son sang et elle perd une partie de sa vision latérale.
Huit ans plus tard, elle remporte l'épreuve de concours complet par équipes sur London 52 avec ses coéquipiers Oliver Townend et Tom McEwen. C'est la première fois qu'une équipe britannique remporte le concours complet depuis les Jeux olympiques d'été de 1972 à Munich.